# Найшуль, Виталий Аркадьевич
Виталий Аркадьевич Найшуль (род. 21 июня 1949, Москва) — советский, российский экономист, президент частной исследовательской организации Института национальной модели экономики.

## Биография
Виталий Аркадьевич Найшуль родился 21 июня 1949 года в Москве.
Окончил механико-математический факультет МГУ. Работал в Госплане СССР, затем в ЦЭМИ.
В 1985 году опубликовал (под псевдонимом) в самиздате книгу «Другая жизнь», в которой впервые высказал идею ваучерной приватизации. В начале 1990-х годов был инициатором создания движения «Общее дело». Участвовал в написании экономической программы кандидата в президенты России Александра Лебедя.
Предлагал заменить выборы губернаторов и депутатов Думы назначениями. Также предлагал ввести накопления на старость вместо обязательного пенсионного обеспечения в России.

## Награды
- «Международная Леонтьевская медаль» за 2011 год «За вклад в реформирование экономики»[5][6].

## Публикации
- Губарев А. В., Константинов В. М., Найшуль В. А. План — вычислительная система автоматизации плановых расчетов / Центр. экон.-мат. ин-т АН СССР. — Препринт — М. : ЦЭМИ, 1986. — 60,[1] с. : ил.
- Константинов В. М., Найшуль В. А. Технология планового управления / Центр. экон.-мат. ин-т АН СССР. — Препринт — М. : ЦЭМИ, 1986. — 57 с.
- Проблема создания рынка в СССР // Постижение. — М., 1989.
- Высшая и последняя стадия социализма // Погружение в трясину. — М., 1991.
- Либерализм, обычные права и экономические реформы // Мировая экономика и международные отношения. — 1992. — № 7.
- Ключ к реформам находится в нерыночной сфере // Общественные науки и современность. — 1994. — № 4.
- Негосударственная фундаментальная наука // Общественные науки и современность. — 1997. — № 4. — (участник «круглого стола»).
- Экономика — язык — культура // Общественные науки и современность. — 2000. — № 6. — (участник «круглого стола»).
- Перспективы либеральных реформ // Независимая газета. — 1992. — 21 октября.
- Либеральная хартия // Сегодня. — 1993. —23 февраля.
- О нормах современной российской государственности // Сегодня. — 1996. — 23 мая.
- Рубеж двух эпох // «Время МН», газета. — 2000. — № 35. — 6 марта; Полит.Ру. — 2000. — 10 марта.
- Программа // Русский журнал. — 2003.
- О реформах вширь и вглубь // Русский журнал. — 2004.
- Независимость и благосостояние. — 2014.
- Столетие революции: Стагнация и задачи на будущее. — 2017.